# Vieux-Berquin
Vieux-Berquin è un comune francese di 2 458 abitanti situato nel dipartimento del Nord nella regione dell'Alta Francia.

## Storia

### Simboli
Lo stemma del comune si blasona:

Stemma del comune di Vieux-Berquin

Queste insegne sono riprese da quelle della famiglia De Harchies. Louis-Joseph de Harchies, conte di Hallennes, erede di Françoise de Griboval, nato nel 1650 e morto nel 1697, fu signore di Vieux-Berquin.

## Società

### Evoluzione demografica
Abitanti censiti